# Vanessa L. Williams
Vanessa Lynn Williams, född 18 mars 1963 i Tarrytown, New York, är en amerikansk Grammy- och Tony-nominerad R&B/popsångerska och skådespelare.

## Biografi
Williams föddes i Tarrytown, New York, men växte huvudsakligen upp i Millwood i Westchester County strax norr om New York. 1983 utsågs Williams, som den första afroamerikanska kvinnan, till Miss America, men fick på grund av en utvikningsskandal avstå titeln. Williams spelar rollen som Wilhelmina Slater i TV-serien Ugly Betty. Hon har varit gift två gånger och har fyra barn. Hon led som ung av sjukdomen skolios som hindrade henne från att fullfölja sina drömmar som dansare. Hon stelopererades senare och är idag fri från sjukdomen.

## Filmografi (urval)

### Filmer
- 1987 – The Pick-up Artist (som Rae, flicka med hund)
- 1996 – Eraser (Dr. Lee Cullen a.k.a. Deborah Elliott)
- 1998 – Dance with Me (Ruby Sinclair)
- 1999 – The Adventures of Elmo in Grouchland (Queen of Trash)
- 2000 – Shaft (Carmen Vasquez)
- 2000 – Don Quijote (TV-film)
- 2004 – Johnson Family Vacation (Dorothy Johnson)
- 2009 – Hannah Montana The Movie (Vita)
- 2013 – Tyler Perry's Temptation (Janice)
- 2014 – When Marnie Was There (Hisako, röst)

### Television
- 1984 – The Love Boat (TV-serie) (1 avsnitt)
- 1986 – The Love Boat (TV-serie) (1 avsnitt)
- 1986 – T.J. Hooker (TV-serie) (1 avsnitt)
- 1992 – The Jacksons: An American Dream (TV-serie) (som Suzanne de Passe)
- 1992 – The Fresh Prince of Bel-Air (TV-serie) (1 avsnitt)
- 1996 – Star Trek: Deep Space Nine (TV-serie) (1 avsnitt)
- 1997 – The Odyssey (TV-serie) (2 avsnitt)
- 1998 – Futuresport (TV-film) (som Alex Torres)
- 2000 – A Diva's Christmas Carol (TV-film) (som Ebony Scrooge)
- 2002 – Ally McBeal (TV-serie) (1 avsnitt)
- 2002 – The Proud Family (TV-serie) (1 avsnitt)
- 2003 – Boomtown (TV-serie) (6 avsnitt)
- 2006–2010 – Ugly Betty (85 avsnitt som Wilhelmina Slater)
- 2007–2008 – Mama Mirabelle's Home Movies (23 avsnitt som Mama Mirabelle)
- 2010–2012 – Desperate Housewives (TV-serie) (45 avsnitt som Renée Perry)
- 2012 – Phineas & Ferb (TV-serie) (1 avsnitt)
- 2015 – The Mindy Project (TV-serie) (1 avsnitt)
- 2015 – The Good Wife (TV-serie) (4 avsnitt)
- 2016 – Broad City (TV-serie) (1 avsnitt)
- 2017 – Modern Family (TV-serie) (1 avsnitt)

## Teater

### Roller
| År   | Roll             | Produktion                         | Regi           | Teater                                  |
| ---- | ---------------- | ---------------------------------- | -------------- | --------------------------------------- |
| 2013 | Jessie Mae Watts | The Trip to Bountiful Horton Foote | Michael Wilson | Stephen Sondheim Theatre, New York, USA |

## Diskografi
Studioalbum
- 1988 – The Right Stuff
- 1991 – The Comfort Zone
- 1994 – The Sweetest Days
- 1996 – Star Bright
- 1997 – Next
- 2004 – Silver & Gold
- 2005 – Everlasting Love
- 2009 – The Real Thing